# Ivan Lazarev
Ivan Vladimirovič Lazarev (in russo Иван Владимирович Лазарев?; Orechovo-Zuevo, 31 gennaio 1991) è un cestista russo.

## Palmarès
- VTB United League: 3

CSKA Mosca: 2015-2016, 2016-2017
UNICS Kazan': 2022-2023
- Coppa di Russia: 1

Parma Perm': 2018-2019
- Eurolega: 1

CSKA Mosca: 2015-2016